# Arturo Cruz Sequeira
Arturo José Cruz Sequeira (Managua, 13 de agosto de 1953) es un diplomático nicaragüense que se desempeñó como embajador de ese país en los Estados Unidos entre los años 2007 y 2009 durante el gobierno de Daniel Ortega.
Además, era defensor del proyecto Canal Interoceánico de Nicaragua, promovido por el gobierno del FSLN, y fue hito de grandes protestas por sus políticas que desfavorecía a los campesinos y medioambiente. 
Es el hijo del político Arturo Cruz Porras. Estuvo involucrado en el exilio con los políticos de la contra, oposición armada financiada por EE. UU. al gobierno del Frente Sandinista de Liberación Nacional (FSLN) durante los años 1980. Tras el triunfo del FSLN en las elecciones de 2006, Cruz Sequeira fue nombrado  embajador de Nicaragua en los Estados Unidos por desde el año 2007 hasta el año 2009. Posteriormente, se convirtió en profesor en el Instituto Centroamericano de Administración de Empresas (INCAE), en la capital Managua, y profesor visitante en la Escuela Avanzada de Economía y Negocios en San Salvador, El Salvador.  Fue aspirante a precandidatura a la Presidencia de Nicaragua en las elecciones de 2021.

## Biografía
Cruz Sequeira es el primer hijo de Arturo Cruz Porras y Consuelo Sequeira Jiménez de los siete que tuvo esta pareja. De joven apoyó a los sandinistas hasta el triunfo de la Revolución Sandinista en 1979.  
Arturo Cruz tiene un doctorado en Historia por la Universidad de Oxford en Inglaterra. Es master en relaciones internacionales por la Universidad de Johns Hopkins en su sede de Washington D. C., ciudad donde también cursó sus estudios de licenciatura en Ciencia Política en la Universidad Americana. Ha sido profesor del Instituto Centroamericano de Administración de Empresa (INCAE), por más de 25 años. Formó parte del grupo de asesores del Hemisferio Occidental del Director Gerente del Fondo Monetario Internacional. Fue Embajador de Nicaragua en Washington en el primer gobierno de Daniel Ortega, tras el periodo de 16 años de gobiernos conservadores, entre los años 2007 y 2009.
Es autor, coautor y editor de libros como Nicaragua: Regresión en la Revolución, Nicaragua: La República Conservadora y Variedades de liberalismo en Centroamérica, entre otros.
Se ha desempeñado como consultor para instituciones internacionales como el Programa de Naciones Unidas para el Desarrollo, el Banco Interamericano de Desarrollo y el Banco Centroamericano de Integración Económica, entre otras. Así mismo, ha sido consultor de empresas como el Banco Agrícola de El Salvador y el Banco del Istmo de Panamá.
En 1982 comenzó su relación con la Contra, fuerzas militares opositoras creadas y financiadas por EE. UU. colaborando con Edén Pastora, el excomandante sandinista que fundó la Alianza Revolucionaria Democrática (ARDE), para después distanciarse de él; en 1985 estuvo envuelto con la Unidad Nicaragüense de Oposición (UNO), el grupo rebelde en el cual que colaboró con su padre. Visitó la oficina del coronel Oliver North —quien estuvo envuelto en el escándalo Irán-Contra vendiendo secretamente misiles a Irán para financiar a la Contra—, del Consejo de Seguridad Nacional de los Estados Unidos, en la que tuvo contactos con la secretaría de North Fawn Hall, con la que tuvo buenas relaciones públicas. Tras la renuncia de su padre a la UNO en marzo de 1987, Cruz atacó a Aristides Sánchez relató su experiencia en el libro Memorias de un contrarrevolucionario.

### Embajador de Nicaragua
Se graduó en la Universidad Americana, en Washington D. C., con un postgrado en relaciones internacionales de la Paul H. Nitze School of Advanced International Studies de la Universidad Johns Hopkins, y en la década de 1990 obtuvo un Doctorado en Historia Moderna. El 27 de febrero de 2007 presentó sus credenciales de Embajador de Nicaragua en Estados Unidos ante el presidente de ese país, George W. Bush, después de haber sido nombrado por el presidente Daniel Ortega del FSLN. Renunció 2 años después en 2009 regresando a su puesto de profesor en el INCAE. 

### Aspiración presidencial de 2021
En marzo de 2021 confirmó que se presentaba como precandidato a la presidencia de Nicaragua, en las elecciones generales de noviembre de 2021, del partido Ciudadanos por la Libertad (CxL), que a fines de mayo de 2021 era el único partido de oposición que quedaba con capacidad legal para presentar un candidato en las elecciones generales de noviembre.
El 5 de junio de 2021, después de haber viajado por algunos días a Estados Unidos, fue detenido en el Aeropuerto Internacional Augusto C. Sandino, cuando se disponía a viajar de nuevo al país norteamericano.
Fue detenido por denuncias de «atentado contra la sociedad nicaragüense y los derechos del pueblo» en violación de la Ley 1055, «Ley para la defensa de los derechos de los pueblos a la independencia, soberanía y autodeterminación para la paz», denominada «Ley de la guillotina» por los críticos, y encerrado en el complejo policial El Chipote.
El secretario general de la Organización de los Estados Americanos (OEA), Luis Almagro, pidió su liberación. A consecuencia del fallecimiento del disidente Hugo Torres, Arturo Cruz Sequeira, Francisco Aguirre Sacasa y José Bernard Pallais Arana fueron puestos en Arresto domiciliario.

## Obras
En 1989, Cruz Sequeira publicó en Nueva York un superventas: Memorias de un contrarrevolucionario: vida con los contras, los sandinistas y la CIA. Como académico, Arturo Cruz Sequeira ha hecho un análisis de temas sociales, económicos y políticos en Latinoamérica. Su libro en inglés La República Conservadora de Nicaragua 1858-1893 fue publicado por Palgrave Press y Saint Antony’s College en 2002. En 2003 fue traducido y publicado en español por la Colección Cultural de Centro América, del Banco Uno. Es coautor de Variedades del Liberalismo en Centroamérica (University of Texas Press, 2007) junto con Forrest Colburn, del Institute for Advanced Study en Princeton; sus artículos sobre Latinoamérica y la política exterior de EE. UU. aparecen en periódicos como New York Times, Washington Post, Los Angeles Times y SAIS Review.